# ديميات
ديميات (الاسم العلمي: Dimyidae)، فصيلة حيوانات بحرية صغيرة نسبيًا (أقل من 1 سم) من الرخويات صفيحيات الخياشيم الرباعية عادمات المثاعب. أنواعها وأجناسها المعاصرة قليلة العدد أعطانها بعض بحار البلاد الحارة.

## الأجناس
- Basiliomya Bayer 1971
  - Basiliomya goreaui F. M. Bayer, 1971
- ديمية roualt 1848
- Dimyella Moore 1969
  - Dimyella starcki D. R. Moore, 1969